# Krabbmangust
Krabbmangust (Herpestes urva) är ett rovdjur i familjen manguster som förekommer i Sydostasien.

## Utseende och anatomi
Arten är en jämförelsevis stor medlem av sin familj. Den når en kroppslängd mellan 44 och 56 cm och därtill kommer en 26,5 till 34 cm lång svans. Pälsens grundfärg är grå till svartbrun och varje hår har ljusa och mörka avsnitt. Täckhåren är med upp till 4-5 cm (på ryggen) rätt långa. Kännetecknande är en vitaktig 8 till 9 cm lång strimma vid halsen, en ljusare haka och mörk bröst. Nosen har en blekgul färg. Vid djurets anus finns två körsbärsstora analkörtlar. Tandformeln är I 3/3 C 1/1 P 4/4 M 2/2, alltså 40 tänder.

## Utbredning, habitat och underarter
Utbredningsområdet sträcker sig över stora delar av Sydostasien från Nepal och södra Kina till Malackahalvön. Krabbmangusten lever även på öarna Taiwan och Hainan. Arten lever i städsegröna lövskogar, buskmarker, träskmarker och odlade områden.
Enligt Gilchist et al. skiljs mellan fyra underarter:
- H. u. urva (Hodgson, 1836) - Nepal till Indokina och på Malackahalvön
- H. u. annamensis (Bechtold, 1936) - Vietnam
- H. u. formosanus (Bechtold, 1936) - Taiwan
- H. u. sinensis (Bechtold, 1936) – södra Kina och Hainan

## Ekologi
Krabbmangusten är en typisk allätare. I norra Thailand består födan till exempel till största delen av kräftdjur (28 %) och insekter (29 %). För övrigt äter den även groddjur, kräldjur, blötdjur och maskar. I södra Kina antas gnagare utgöra en betydande del av födan. I mindre mått äter denna mangust fåglar, frukter och fiskar. Allmänt är artens levnadssätt mindre känt. Krabbmangusten antas vara en bra simmare för att komma åt kräftor och andra vattenlevande djur. Den hittas däremot oftast på fast mark. Individerna lever främst ensam men även grupper med upp till fyra djur förekommer. De kan vara aktiva på dagen och på natten. De vilar troligen i gömställen som jordhålor. Efter dräktigheten som varar i 50 till 63 dagar föder honan två till fyra ungar.

## Krabbmangust och människor
I några regioner som i Laos och på Taiwan jagas arten för köttets skull. Den dödas även för att komma åt pälsen och när mangusten fångar boskapsdjur. Hur skogsavverkningar påverkar beståndet är inte helt utredd. IUCN listar krabbmangusten på grund av det stora utbredningsområde och då populationen anses vara stabil som livskraftig (LC).